# حبیب سماع حضور
حبیب سماع حضور (۱۲۳۱ ه‍.ش در تهران – ۱۲۹۶ ه‍.ش) نوازندهٔ سنتور و تنبک در دورهٔ قاجاریه بود.

## زندگی
میرزا حبیب سماع حضور در سال ۱۲۳۱ ه‍.ش در تهران متولّد شد. پدرش غلامحسین (معروف بود آقاجان سنتوری) نوازندهٔ سنتور بود و نام مادرش کوکب بود. او از جوانی نزد محمدصادق‌خان ساز می‌زد که خود از شاگردان سنتور خان بود. سماع حضور بعدتر به بزرگترین استاد سنتور دورهٔ قاجار تبدیل شد. او پس از تولد فرزندش حبیب سماعی به مشهد مهاجرت کرد.
سماع حضور از درویشان نعمت‌اللهی بود و نواختن سنتور را نوعی عبادت می‌دانست. وی علاوه بر سنتور، استاد تنبک (ضرب) نیز بود و احتمال دارد که لقب «آقاجان اول» برای او به کار رفته شده باشد. او شاگردانی را در نواختن ضرب تربیت کرد (از جمله تقی نسقچی‌باشی، آقاجان دوم، و حاجی خان) ولی تنها شاگردانش در سنتور، پسرش حبیب سماعی و خواهرش عندلیب السلطنه بودند. او دو فرزند دیگر به نام محبوب و محب هم داشت که برعکس حبیب، نوازندهٔ بنامی نشدند. سماع حضور در دوران حکومت احمدشاه قاجار درگذشت.

## گالری تصاویر

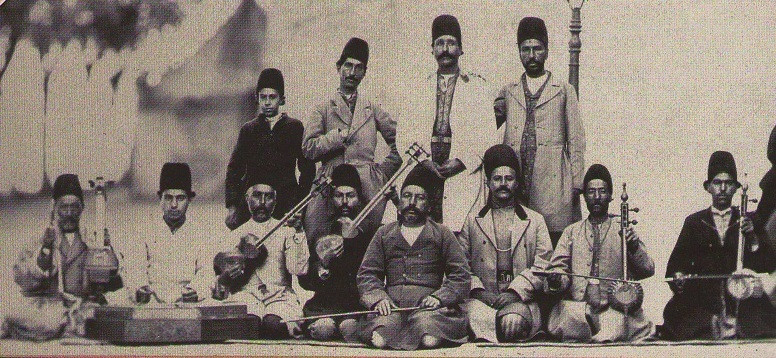
تصویری از موسیقی‌دانان دورهٔ قاجار. این تصویر در خلال مراسم روز طبخ آش در شهرستانک گرفته شده‌است. نفرات نشسته از راست عبارتند از: حسین کریم کور و قلی خان (نوازندگان کمانچه)، سماع حضور که دستش را روی پاهایش گذاشته‌است، محمدصادق‌خان (سرور الملک) که رئیس گروه نوازندگان دربار بود و عصایی در دست دارد، آقا حسینقلی و عبدالله فراهانی (نوازندگان تار)، آقا مطلب پسر محمدصادق‌خان نوازنده سنتور، و آقا غلامحسین (نوازنده کمانچه و پدر سماع حضور، که سازی ابداعی شبیه کمانچه در دست دارد). نفرات ایستاده از راست عبارتند از: ابراهیم کربلایی سعید، میرزا ابوالقاسم ضرب گیر (خواننده)، یوسف خان معیری (خواننده) و عبدالله پسر کوچک محمدصادق‌خان (پسر نوجوان)

## یادداشت
1. ↑  آقاجان همچنین نوازندهٔ کمانچه بود و نوعی کمانچهٔ مخصوص نیز ابداع کرده بود[۱]